# Alexis Rosenbaum
Alexis Rosenbaum (Paris, 4 de junho de 1969) é um ensaísta francês, que leciona na Institut Polytechnique de Paris.

## Hierarquia e comparação social
Várias obras de Alexis Rosenbaum são dedicadas à noção de hierarquia. “Ordem Sagrada”, a sua primeira obra, questiona a importância das representações hierárquicas (níveis ontológicos, escalas de virtudes, classificação das ciências, etapas do progresso humano, etc.) na história do pensamento ocidental. As “Lições Introdutórias à Filosofia da Ciência” apresentam os problemas colocados pela concepção hierárquica das ciências e dos seus objetos de estudo. “Dominantes e dominados em animais” é uma síntese das hierarquias do mundo animal, com foco na origem e no papel das relações de dominância entre primatas. Outros trabalhos, de orientação mais sociológica, parecem destinados a analisar os processos pelos quais os sujeitos das sociedades pós-hierárquicas são levados a comparar-se incessantemente, bem como as consequências deste novo regime de "sobrecomparação". “O medo da inferioridade” analisa o papel da educação (notas, classificações...) e do consumo (sentimentos de inveja, imagens publicitárias...) nas práticas contemporâneas de comparação entre indivíduos. “Memórias Vivas” é dedicado a comunidades étnicas e culturais que se constroem e se comparam através da representação do passado que mantêm (passados heróicos, competição de vítimas, etc.). Finalmente, “Anti-semitismo” aborda a questão do ciúme social nos abusos cometidos contra os judeus na história moderna. O livro baseia-se na psicologia social para desmantelar os mecanismos desta antiga hostilidade.

## Obras
- 1999, L'ordre sacré : les représentations hiérarchiques en philosophie
- 2003, Regards imaginaires : essais préliminaires à une écologie visuelle
- 2005, La peur de l'infériorité : aperçus sur le régime moderne de la comparaison sociale
- 2006, L'antisémitisme
- 2007, Mémoires vives : pourquoi les communautés instrumentalisent l'Histoire
- 2009, Leçons d'introduction à la philosophie des sciences
- 2015, Dominants et dominés chez les animaux